# Mali Breg
Mali Breg este o localitate din comuna Slovenske Konjice, Slovenia, cu o populație de 58 de locuitori.